# Nederlandse kampioenschappen atletiek 1995
De Nederlandse kampioenschappen atletiek 1995 vonden van 14 t/m 16 juli plaats in Sportpark Rozenoord te Bergen op Zoom.

## Uitslagen
| Atleet                 | Prestatie      | Onderdeel                 | Atlete              | Prestatie |
| ---------------------- | -------------- | ------------------------- | ------------------- | --------- |
| Regillio van der Vloot | 10,53          | 100 m                     | Jacqueline Poelman  | 11,83     |
| Regillio van der Vloot | 21,34          | 200 m                     | Jacqueline Poelman  | 23,89     |
| Maarten van der Veen   | 47,24          | 400 m                     | Monique Bogaards    | 54,51     |
| Marko Koers            | 1.46,57        | 800 m                     | Stella Jongmans     | 2.05,61   |
| Marcel Laros           | 3.46,38        | 1500 m                    | Silvia Kruijer      | 4.23,77   |
| Kamiel Maase           | 14.22,41       | 5000 m                    | Grete Koens         | 16.25,57  |
| Getaneh Tessema (ETH.) | 28.42,50       | 10.000 m                  | Anne van Schuppen   | 34.16,01  |
| -                      | -              | 100 m horden              | Ine Langenhuizen    | 13,75     |
| Robin Korving          | 13,83          | 110 m horden              | -                   | -         |
| Jeroen Prent           | 50,84          | 400 m horden              | Esther van Ooijen   | 59,25     |
| Simon Vroemen          | 8.45,73        | 3000 m steeplechase       | -                   | -         |
| PSV                    | 41,73          | 4 x 100 m estafette       | ARGO'77             | 46,47     |
| AAC                    | 3.11,09        | 4 x 400 m estafette       | -                   | -         |
| Harold van Beek        | 1:27.48,1 (NR) | 20.000 meter snelwandelen | -                   | -         |
| Wilbert Pennings       | 2,14           | hoogspringen              | Karlijn van Beurden | 1,76      |
| Christian Tamminga     | 5,35           | polsstokhoogspringen      | Marjolein Masclee   | 2,55      |
| Marc van der Worp      | 7,74           | verspringen               | Sharon Jaklofsky    | 6,53      |
| Arthur Lynch           | 15,38          | hink-stap-springen        | Annemarie Hendriks  | 13,04     |
| Ben Vet                | 17,89          | kogelstoten               | Corrie de Bruin     | 17,47     |
| Ben Vet                | 57,86          | discuswerpen              | Corrie de Bruin     | 60,02     |
| Johan van Lieshout     | 77,60          | speerwerpen               | Marjo Bus           | 47,16     |
| Ronald Gram            | 62,48          | kogelslingeren            | Renate Beunder      | 47,74     |

1904 · 
1908 · 
1909 · 
1910 · 
1911 · 
1912 · 
1913 · 
1914 · 
1915 · 
1917 · 
1918 · 
1919 · 
1920 · 
1921 · 
1922 · 
1923 · 
1924 · 
1925 · 
1926 · 
1927 · 
1928 · 
1929 · 
1930 · 
1931 · 
1932 · 
1933 · 
1934 · 
1935 · 
1936 · 
1937 · 
1938 · 
1939 · 
1940 · 
1941 · 
1942 · 
1943 · 
1944 · 
1946 · 
1947 · 
1948 · 
1949 · 
1950 · 
1951 · 
1952 · 
1953 · 
1954 · 
1955 · 
1956 · 
1957 · 
1958 · 
1959 · 
1960 · 
1961 · 
1962 · 
1963 · 
1964 · 
1965 · 
1966 · 
1967 · 
1968 · 
1969 · 
1970 · 
1971 · 
1972 · 
1973 · 
1974 · 
1975 · 
1976 · 
1977 · 
1978 · 
1979 · 
1980 · 
1981 · 
1982 · 
1983 · 
1984 · 
1985 · 
1986 · 
1987 · 
1988 · 
1989 · 
1990 · 
1991 · 
1992 · 
1993 · 
1994 · 
1995 · 
1996 · 
1997 · 
1998 · 
1999 · 
2000 · 
2001 · 
2002 · 
2003 · 
2004 · 
2005 · 
2006 · 
2007 · 
2008 · 
2009 · 
2010 · 
2011 · 
2012 · 
2013 · 
2014 · 
2015 · 
2016 ·
2017 ·
2018 ·
2019 ·
2020 ·
2021 ·
2022 ·
2023 ·
2024 ·
2025